# Rudolf Steinmetz (Theologe, 1801)
Karl Christian Theodor Rudolf Steinmetz (* 19. Dezember 1801 in Rhoden; † 12. Februar 1854 in Clausthal) war ein deutscher lutherischer Theologe und Generalsuperintendent der Generaldiözese Grubenhagen und auf dem Harz.

## Leben
Steinmetz war ein Sohn des Pastors Friedrich Steinmetz. Er studierte Theologie und wurde 1825 Hilfsgeistlicher (Pfarr- und Schulcollaborator) in Clausthal, 1830 zweiter Pastor in Moringen und 1837 Pastor in Rehburg. Über seine dortige Tätigkeit verfasste er eine Chronik. Er hielt die Predigt zur Einweihung der dortigen Friederikenkapelle. 1845 wurde er Pastor und Superintendent in Holtorf und 1849 erster Pastor in Clausthal und Generalsuperintendent von Grubenhagen.
1853 gründete er zusammen mit Ludwig Adolf Petri und August Friedrich Otto Münchmeyer den ersten lutherischen Gotteskastenverein, aus dem sich später der Martin-Luther-Bund entwickelte.
Seine Söhne Hermann und Rudolf wurden ebenfalls Theologen und Pfarrer der Hannoverschen Landeskirche. Einer seiner Neffen war der Theologe und Pfarrer Rudolf Rocholl.